# 1289
1289 (MCCLXXXIX) fue un año común comenzado en sábado del calendario juliano.

## Nacimientos
- 4 de octubre - Luis X de Francia.
- 6 de octubre - Wenceslao III de Bohemia, rey de Hungría y Bohemia.